# Zotes del Páramo
Zotes del Páramo es un municipio y lugar español de la provincia de León, en la comunidad autónoma de Castilla y León. Se encuentra en la comarca del Páramo Leonés y cuenta con una población de 402 habitantes (INE 2024). Además de Zotes del Páramo, forman parte del municipio Zambroncinos del Páramo y Villaestrigo del Páramo.

## Geografía

### Ubicación
| Noroeste: Valdefuentes del Páramo | Norte: Laguna Dalga | Noreste: Pobladura de Pelayo García |
| Oeste: Roperuelos del Páramo      |                     | Este: Laguna de Negrillos           |
| Suroeste Roperuelos del Páramo    | Sur: La Antigua     | Sureste: Laguna de Negrillos        |

## Historia
En el siglo XIX, Zotes del Páramo devino cabeza del ayuntamiento de su mismo nombre, a que se hallan agregados los pueblos de Zambroncinos del Páramo y Villaestrigo del Páramo. Según los datos de Madoz, tenía escuela de primeras letras, la consistorial y cárcel, iglesia parroquial (San Pedro); una ermita (Nuestra Señora de la Aldea). Existían ocho molinos de aceite de linaza.
De la ermita de Nuestra Señora de la Aldea quedan escasos restos, tan sólo un fragmento de pared realizada en adobe y tapial.

## Demografía
Cuenta con una población de 402 habitantes (INE 2024).
| Gráfica de evolución demográfica de Zotes del Páramo entre 1842 y 2021 |
| |
| Población de derecho según los censos de población del INE. Población de hecho según los censos de población del INE. En 1857 disminuye el término del municipio porque independiza a Roperuelos del Páramo. |